# 劉仁恭
劉仁恭（？—914年），深州（今河北深州）人，唐末曾任范陽節度使，遭其子劉守光所廢。後劉守光敗於晉王李存勗，劉仁恭亦被擒並處死。
其孙刘承嗣墓誌铭称其为西汉皇室后裔。

## 簡介
劉仁恭跟隨父親劉晟擔任原范陽節度使李可舉旗下將領，唐僖宗光啟元年（885年）在范陽攻易州的一場戰役中，以挖地道進城的方法攻陷城池，因此軍中號曰「劉窟頭」。
唐昭宗景福二年（893年），當時的范陽節度使李匡威為其弟李匡籌所逐，適巧劉仁恭所率部隊已過輪調日期而未還，士兵由於思鄉，遂兵變，以劉仁恭為領袖，回師攻范陽軍的军部幽州（今北京市），然為李匡籌軍所敗，因此逃往河東歸附李克用，李克用待之甚厚。
劉仁恭至河東後，不斷透過李克用智囊蓋寓游說李克用攻擊范陽。乾寧元年（894年），李克用攻陷范陽。乾寧二年（895年），李克用上表於朝廷，推薦劉仁恭為范陽留後，不久，唐朝廷追認劉仁恭為范陽節度使。但是劉仁恭任范陽節度使後，考量叛離李克用。乾寧四年（897年），唐昭宗為鎮國軍節度使韓建挾持於華州，李克用將欲勤王，向劉仁恭徵兵，而劉仁恭以許多理由搪塞，李克用大怒，親征幽州，未料大敗而還，劉仁恭因此擺脫河東控制。
乾寧五年（898年），劉仁恭敗義昌軍節度使盧彥威，併吞其轄區，並以其子劉守文為義昌軍節度使，因此興起兼併河北三鎮的野心。惟光化二年（899年）南征時，大敗於宣武朱全忠、魏博羅紹威聯軍，女婿單可及被斬，自是實力受創。其後劉仁恭即依違於朱溫及李克用間，然而隨著朱溫勢力的擴張，華北最後僅餘河東李克用及范陽劉仁恭可自保。因此唐哀帝天祐三年（906年），朱溫大舉攻范陽，劉仁恭危在旦夕時，李克用基於唇亡齒寒之理，仍不計前嫌營救。
然而劉仁恭本人對於自己因中原處於多事之秋而得以稱雄一隅，志得意滿，遂逐漸驕傲奢侈，荒淫無度。他在幽州大安山上興築宮殿，富麗堂皇，遴選許多美女居住其中；又與道士王若訥煉金丹，“招聚緇黃，合仙丹，講求法要”，以求長生不死；復命令人民將銅錢交出，藏於山上，而人民只好用土做錢。
劉仁恭之子劉守光曾因與劉仁恭的愛妾羅氏通姦，被劉仁恭鞭打後，斷絕父子關係。天祐四年（907年），宣武將領李思安攻幽州，而當時劉仁恭還在大安山享樂，城中沒有戒備，劉守光從城外率軍進入擊退李思安後，隨即自稱節度使，並派兵進攻大安山，劉仁恭被擒，劉守光將劉仁恭禁錮，又派元行钦杀刘仁恭的其余儿子们。刘仁恭幼子刘守奇、外孙银胡䩮都指挥使王思同、部将山后八军巡检使李承约等逃往河东。刘守文闻讯讨伐刘守光，不慎被俘，后被杀。刘守光以刘仁恭名义上表请致仕，后梁以刘仁恭为太师，封刘守光为燕王。
913年，李克用之子晉王李存勗，討伐稱燕帝的劉守光，攻陷范陽，被囚禁的劉仁恭及其妻妾等亦與劉守光為晉軍所擒；李存勗到成德军军部镇州，得节度使王镕款待，王镕说“刘氏父子是我的邻镇，我一直没见过他们，能让我见一见吗？”于是李存勗让刘仁恭父子也出席，一起享受宴席。914年，劉氏父子被李存勗獻於晉國太廟。劉仁恭後來被押解至代州，將以刀刺其心臟所流的血來奠祭李克用之墓，然後斬首。后唐曾掘刘仁恭、刘守光父子所藏之宝，但無所獲。
据其曾孙刘宇杰、刘宇一墓志，刘仁恭谥号燕昭王，其燕王称号系受封或自封，尚待考。刘宇一祖父为平营蓟等三州团练使、检校太傅，可见为区别于刘守文、刘守光、刘守奇的另一子。另刘仁恭后裔刘日泳墓志述及先祖时有“二王贵胤，五守贤侯”之语，似刘仁恭有以“守”为名的五个儿子。